# Letnia Uniwersjada 1979
10. Letnia Uniwersjada – międzynarodowe zawody sportowców-studentów, które odbyły się w Meksyku między 2 a 13 września 1979 roku. W imprezie wzięło udział 2974 uczestników z 94 krajów, którzy rywalizowali w 10 dyscyplinach.

## Dyscypliny

### Sporty obowiązkowe
| - Gimnastyka sportowa - Koszykówka - Lekkoatletyka | - Piłka wodna - Pływanie - Piłka siatkowa | - Szermierka - Tenis ziemny - Skoki do wody |
| Sporty wymienne                                    |                                           |                                             |
| - Piłka nożna                                      |                                           |                                             |

## Polskie medale
Reprezentanci Polski zdobyli w sumie 8 medali. Wynik ten dał polskiej drużynie 9. miejsce w klasyfikacji medalowej.

### Złoto
- Władysław Kozakiewicz – lekkoatletyka, skok o tyczce – 5,60
- Lucyna Langer – lekkoatletyka, bieg na 100 m przez płotki – 12,62

### Srebro
- Leszek Dunecki – lekkoatletyka, bieg na 100 m – 10,30
- Leszek Dunecki – lekkoatletyka, bieg na 200 m – 20,24
- Danuta Perka – lekkoatletyka, bieg na 100 m przez płotki – 12,66

### Brąz
- Anna Skolarczyk – pływanie, 100 m stylem klasycznym – 1:14,94
- Anna Skolarczyk – pływanie, 200 m stylem klasycznym – 2:42,81
- Wiesław Głon, Leszek Jabłonowski, Edward Korfanty, Wojciech Makówka i Zbigniew Płaczkowski – szermierka, szabla mężczyzn drużynowo

## Klasyfikacja medalowa
| Klasyfikacja medalowa | Klasyfikacja medalowa | Klasyfikacja medalowa | Klasyfikacja medalowa | Klasyfikacja medalowa | Klasyfikacja medalowa |
| --------------------- | --------------------- | --------------------- | --------------------- | --------------------- | --------------------- |
| Miejsce               | Kraj                  | Złoto                 | Srebro                | Brąz                  | Razem                 |
| 1                     | ZSRR                  | 34                    | 28                    | 24                    | 86                    |
| 2                     | Stany Zjednoczone     | 21                    | 14                    | 16                    | 51                    |
| 3                     | Rumunia               | 13                    | 3                     | 14                    | 30                    |
| 4                     | NRD                   | 6                     | 4                     | 5                     | 15                    |
| 5                     | RFN                   | 4                     | 6                     | 6                     | 16                    |
| 6                     | Węgry                 | 4                     | 2                     | 2                     | 8                     |
| 7                     | Włochy                | 3                     | 2                     | 5                     | 10                    |
| 8                     | Holandia              | 2                     | 4                     | 3                     | 9                     |
| 9                     | Polska                | 2                     | 3                     | 3                     | 8                     |
| 10                    | Czechosłowacja        | 2                     | 0                     | 3                     | 5                     |
| 11                    | Wielka Brytania       | 1                     | 6                     | 4                     | 11                    |
| 12                    | Japonia               | 1                     | 4                     | 1                     | 6                     |
| 13                    | Meksyk                | 1                     | 2                     | 1                     | 4                     |
| 14                    | Brazylia              | 1                     | 2                     | 0                     | 3                     |
| 15                    | Chiny                 | 1                     | 1                     | 4                     | 6                     |
| 16                    | Francja               | 1                     | 1                     | 3                     | 5                     |
| 17                    | Korea Południowa      | 1                     | 0                     | 1                     | 2                     |